# Collage sonor
En música, el muntatge (literalment "ajuntar") o el collage sonor és una tècnica on es creen objectes o composicions sonores a partir del collage, també conegut com a muntatge. Això es fa sovint mitjançant l'ús del mostreig, mentre que alguns collages sonors reproduïbles es produïen enganxant parts de diferents discos de vinil. També es pot aconseguir mitjançant l'ús d'enregistraments de so o partitures musicals anteriors. Igual que el seu cosí visual, el treball de collage pot tenir un efecte completament diferent al de les parts components, fins i tot si les parts originals són completament reconeixibles o només provenen d'una font.

## Història
L'origen del collage sonor es remunta a les obres de la] sonata programàtica de Heinrich Biber Battalia (1673) i Don Giovanni de Wolfgang Amadeus Mozart (1789), i alguns crítics han descrit certs passatges de les simfonies de Mahler com a collage, però els primers collages completament desenvolupats es produeixen en poques obres de Charles Ives, la peça de la qual Central Park in the Dark, composta el 1906, crea la sensació d'un passeig per la ciutat en posar diverses melodies i cites diferents. Per tant, l'ús del collage a la música és realment anterior al seu ús en la pintura per artistes com Pablo Picasso i Georges Braque, als quals se’ls atribueix generalment la creació dels primers quadres de collage cap al 1912.
Formes i procediments tradicionals anteriors com el quodlibet, el medley, el popurrí i la centonització difereixen del collage en què els diversos elements que contenen estan fets per encaixar sense problemes, mentre que en un collage els xocs de tonalitat, timbre, textura, metre, tempo o altres discrepàncies són importants per ajudar a preservar la individualitat dels elements constitutius i a transmetre la impressió d'un conjunt heterogeni. El que va fer de la seva tècnica un veritable collage, però, va ser la juxtaposició de cites i melodies no relacionades, ja sigui mitjançant capes o movent-se entre elles ràpidament, com en una seqüència de muntatge de pel·lícules.
La primera instància documentada de collage sonor creat per mitjans electrònics és la peça "Wochenende" (en anglès, "Weekend"), un collage de paraules, música i sons creat pel cineasta i artista de mitjans Walter Ruttmann el 1928. Més tard, el 1948, Pierre Schaeffer va utilitzar les tècniques del collage sonor per crear la primera peça de música concreta, "Étude aux chemins de fer", que es va muntar a partir de gravacions de trens. Schaeffer va crear aquesta peça enregistrant sons de trens en diversos discos de vinil, alguns dels quals tenien ranures de bloqueig que els permetien tocar en bucle continu. A continuació, va instal·lar diversos plats giratoris al seu estudi, cosa que li va permetre activar i barrejar els diversos sons del tren segons necessités.
Avui en dia es pot considerar que el collage d'àudio és Fluxus postmodern i una forma d'art digital. George Rochberg és un artista molt conegut per l'ús del collage en peces com Contra Mortem et Tempus i Symphony No. 3.

## Micromontage
El micromuntatge és l'ús del muntatge a l'escala temporal dels microsons. El seu principal defensor és el compositor Horacio Vaggione en obres com Octuor (1982), Thema (1985, Wergo 2026-2) i Schall (1995, Mnémosyne Musique Média LDC 278-1102). La tècnica pot incloure l'extracció i la disposició de partícules sonores d'una mostra o la creació i col·locació exacta de cada partícula per crear patrons sonors complexos o partícules singulars (transitoris). Es pot aconseguir mitjançant l'edició gràfica, un guió o automatitzat mitjançant un programa d'ordinador.
Independentment, el micromuntatge digital requereix:
- creació o recopilació d'una biblioteca de fitxers de so en diverses escales de temps diferents
- importació a la biblioteca del programa d'edició i mescla
- ús del cursor, seqüència o algorisme per situar cada so en un punt o punts de temps específics
- edició de la durada, amplitud i posicions espacials de tots els sons (possiblement realitzats per un script o algorisme)

La síntesi granular incorpora moltes de les tècniques del micromuntatge, tot i que la síntesi granular és inevitablement automatitzada mentre que el micromuntatge es pot realitzar directament, punt per punt. "Per tant, exigeix una paciència inusual" i es pot comparar amb les pintures puntillistes de Georges Seurat.